# Sträusschen
Sträusschen, även Sträußchen (Buketter), opus 15, är en vals av Johann Strauss den yngre.

## Historia
Bakgrund till valsens uppkomst härrör från konkurrenskampen mellan Johann Strauss den äldre och Johann Strauss den yngre. Den senare kunde dock inhösta ytterligare publikintresse med verket. Den spelades första gången den 20 juli 1845 i samband med återinvigningen av den renoverade balsalen Zum goldenen Strauß, som låg i ett teaterhus beläget i stadsdelen Josefstadt i Wien.

## Bemötande
Recensenten i "Sammler" skrev den 22 juli: "Med denna komposition [= "Sträusschen"] har den unge musikdirektören skänkt publiken en ny doftande bukett från sin fantasi, och vilket bifall den inhöstade, stormande applåder som inte ville sluta förrän Strauss hade tagit om valspartiet fem gånger".
I "Theaterzeitung" den 23 juli omnämnde recensenten också valsen och menade: "Vi kan bara konstatera att det råder en sådan friskhet, originalitet och livlighet i valsen, en sådan schwung och rytmik att denna bukett av doftande valsblommor ovillkorligen ger upphov till dans eller bifall". 
Liksom med de flesta av Strauss ungdomsverk föll den dock snabbt i glömska. Förläggaren Mechetti lät endast publicera klaverutdraget och orkesterpartituret är sedan länge förlorat. Senare versioner bygger på instrumentering från det befintliga klaverutdraget. 
Idag spelas den då och då vid diverse konserter (företrädesvis Nyårskonserten från Wien). 

## Om valsen
Speltiden är ca 10 minuter och 45 sekunder beroende på dirigentens musikaliska tolkning.

## Weblänkar
- Dynastin Strauss 1845 med kommentarer om Sträusschen.
- Om Sträusschen i Naxos-utgåvan.